# Campo de concentración de Janowska

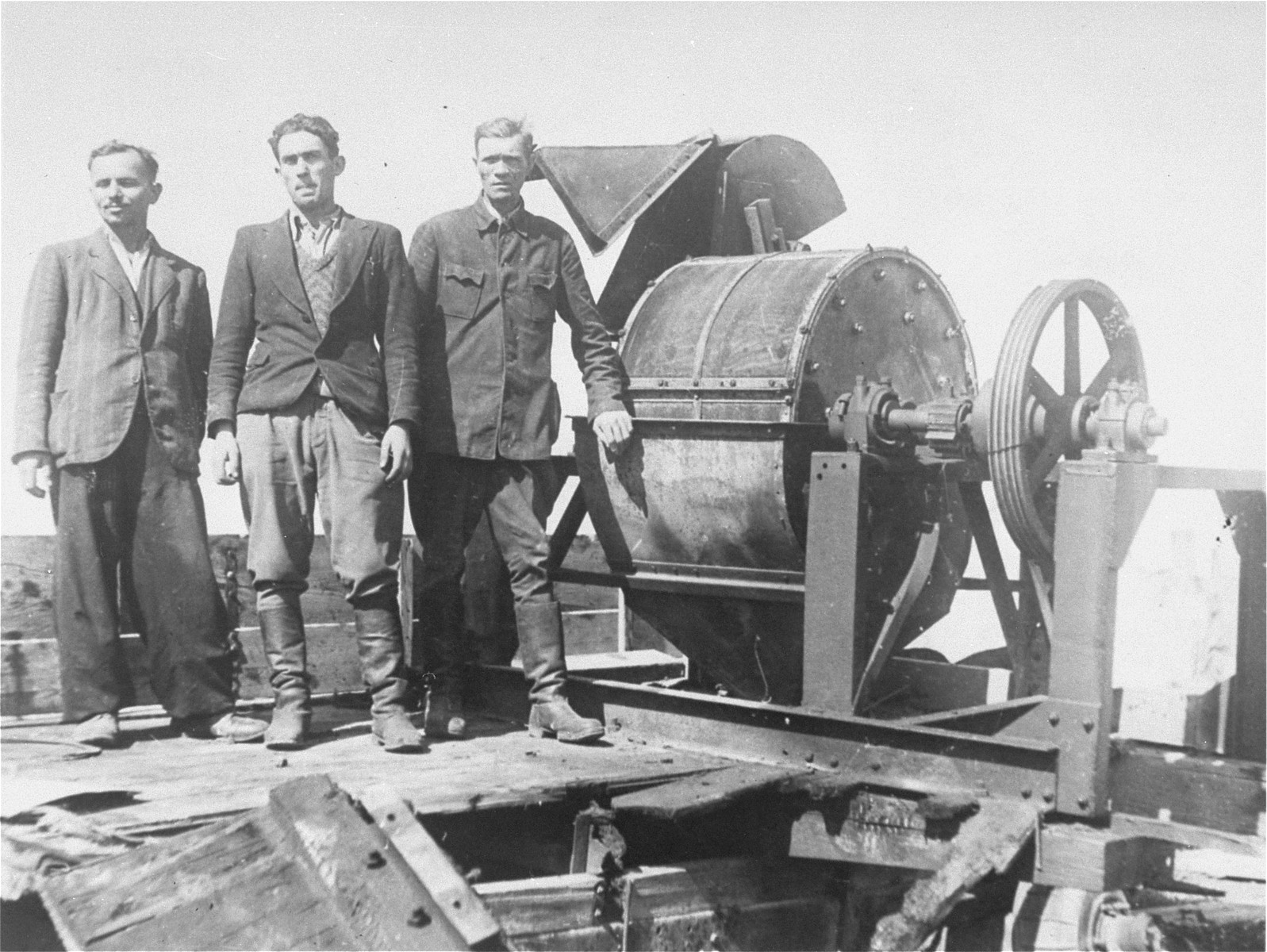
Miembros de un sonderkommando en Janowska.

Janowska fue un campo de concentración nazi en Ucrania fundado el 9 de septiembre de 1941 y cerrado el 11 de enero de 1943. Allí murieron 40.000 personas. Sus comandantes fueron Fritz Gebauer y Gustav Willhaus.

## Historia
El campo, situado en las afueras de Leópolis (o Lemberg o Lvov), fue construido en septiembre de 1941 como ampliación de los talleres de armamento situados en la calle que da nombre al campo en esta ciudad.
Con prisioneros enviados desde el próximo Gueto de Leópolis, abastecía de mano de obra esclava a la fábrica "Deutsche Ausrüstungwerke" que suministraba armamento al ejército alemán. Una unidad de las S.S. controlaba a los aproximadamente 600 judíos que trabajaban allí.
El complejo Janowska abarcaba 3 secciones. La primera se encargaba de los aparcamientos, talleres mecánicos y oficinas de administración, así como de un chalet para el personal S.S. y guardias ucranianos del campo. En el centro de esta zona estaba una casa a disposición del comandante del campo. La segunda sección era el campo de concentración, que disponía de edificaciones para albergar a los prisioneros en los que llegaban a hacinarse más de 2.000 por barracón; las condiciones de vida eran terribles, ya que los prisioneros dormían sobre las tablas de los camastros o sobre el mismo suelo de tierra; las muertes por hambre e infecciones eran continuas; la ración diaria consistía en achicoria negra por la mañana, una comida de sopa con patatas sin pelar y 200 gramos de pan para comer. La tercera sección pertenecía a las instalaciones de la fábrica de armamento.

## Los prisioneros
Al más puro estilo de Auschwitz, los prisioneros recién llegados eran formados en columnas y debían pasar la selección de la muerte: a un lado los válidos para trabajar como esclavos y al otro los no aptos, que eran deportados inmediatamente a Belzec (Polonia) o llevados a la zona norte del campo llamada Piaski, unos terrenos escarpados donde eran asesinados.
Los trenes llenos de judíos polacos llegaban sin cesar; el exterminio decretado por el gobierno nazi encontró en Janowska su más fiel representación.
En dos días, el 24 y 25 de junio de 1942, llegaron al andén unos 2.000 prisioneros de los que solamente 120 de ellos - entre los que se encontraba el posteriormente famoso cazanazis Simon Wiesenthal - fueron seleccionados para trabajar; el resto acabaron asesinados directamente. Lo mismo pasó con los 7000 judíos polacos que, llegados el 8 de julio de 1942, no traspasaron las puertas de Janowska.
El trabajo estaba repartido por grupos, a los que se asignaban labores específicas, como la clasificación de efectos personales robados a las víctimas, la apertura de fosas comunes para enterrar a los prisioneros asesinados en la zona de Piaski o el mantenimiento de las instalaciones del campo. Destaca la obra encargada a unos prisioneros que debieron colocar las lápidas de un cementerio judío próximo a modo de baldosas en la entrada a Janowska.

## La brutalidad
El comandante del campo, Gustav Willhaus, tenía la afición del "tiro al judío" en la que participaban su esposa y su hija de 9 años, que para entretenerse disparaban con un rifle a los prisioneros del campo para diversión de toda la familia. Su esposa también se aficionó y en numerosas ocasiones asesinó a judíos indefensos. Por supuesto su hija de 9 años, feliz por este "juego" quería hacer lo mismo y soldados S.S., para complacerla, le ponían niños judíos de 4 años aproximadamente para que la niña los matara mientras exclamaba "otra vez, otra vez, papá".
Para demostrar aún más su brutalidad, Gustav Willhaus celebró el 20 de abril de 1943 - el 54 cumpleaños de Hitler - seleccionando a otros tantos prisioneros a los que asesinó personalmente.
Las aberraciones para las torturas por capricho eran habituales. Warzok, un S.S., tenía la costumbre de colgar a los prisioneros por los pies y dejarlos así hasta que morían. Otros S.S., como Rokita, se entretenían abriendo con afilados cuchillos los estómagos de los prisioneros vivos. También el S.S. Heine disfrutaba atravesando el cuerpo de sus víctimas con barras de hierro, arrancando las uñas de las prisioneras mientras las desnudaba para colgarlas del pelo y convertirlas en diana para sus prácticas de tiro. En este campo la muerte sin sentido era común, los guardias disponían de la vida de sus prisioneros a su antojo.
Un gran número de prisioneros se suicidaron para no ser seleccionados y convertirse en víctimas de las crueldades arbitrarias de los S.S.
Como Rokita, segundo comandante del campo, era violinista, escogió a unos prisioneros que habían sido músicos y formó una orquesta con su correspondiente compositor, al que encargó una pieza a la que llamó "El Tango de la Muerte". Esta composición tan terrible era tocada constantemente mientras se asesinaba a los prisioneros. Cuando se procedió al cierre de Janowska, todos los integrantes de la orquesta fueron eliminados.

## Cierre
Durante 1943 se prepara el cierre de Janowska y la eliminación de todas aquellas pruebas incriminatorias que puedan demostrar las crueldades allí cometidas.
En junio de este año el grupo conocido como "Sonderkommando 1005", compuesto por 120 prisioneros, es llevado a la zona de Piaski en donde deben abrir las 45 fosas comunes existentes y apilar los cuerpos en montones de unos 1500 cadáveres sobre estructuras de madera para que, una vez rociados de combustible, sean incinerados totalmente. Cuando los cadáveres ya no existían como tales, se aplastaban los restos contra una fina red en busca de objetos valiosos, de los que lograron reunir más de 100 kg de oro provenientes de dentaduras y joyas diversas que las víctimas escondían en sus oquedades antes de ser asesinadas. Los huesos eran pulverizados y junto con las cenizas arrojados por la tierra para su ocultación total.
Según se finalizaban estos trabajos, los sonderkommandos eran liquidados, y llegado el 20 de noviembre de 1943 solamente quedaban 30 de ellos. Conocedores del destino que les espera, intentan una fuga masiva, pero la mayoría son alcanzados y asesinados directamente. Solo unos pocos consiguieron la libertad y fueron testigos posteriores de lo que ocurrió allí, en Janowska.
En el mes de noviembre de 1943 Janowska cierra sus instalaciones y se ordena a los S.S. y tropas auxiliares el asesinato directo de los 6.022 prisioneros que quedaban con vida.